# La Gresle
La Gresle là một xã trong tỉnh Loire miền trung nước Pháp.